# Церемония открытия летних Олимпийских игр 2012
Церемония открытия летних XXX Олимпийских Игр состоялась в ночь с 27 на 28 июля 2012 года в 21:00 BST (UTC+1) на Олимпийском стадионе в Лондоне. Представление называлось «Острова Чудес» (Isles of Wonder).
Церемонию открытия поставил оскароносный британский режиссёр Дэнни Бойл. Его работа получила преимущественно восторженные оценки.

## Общая информация

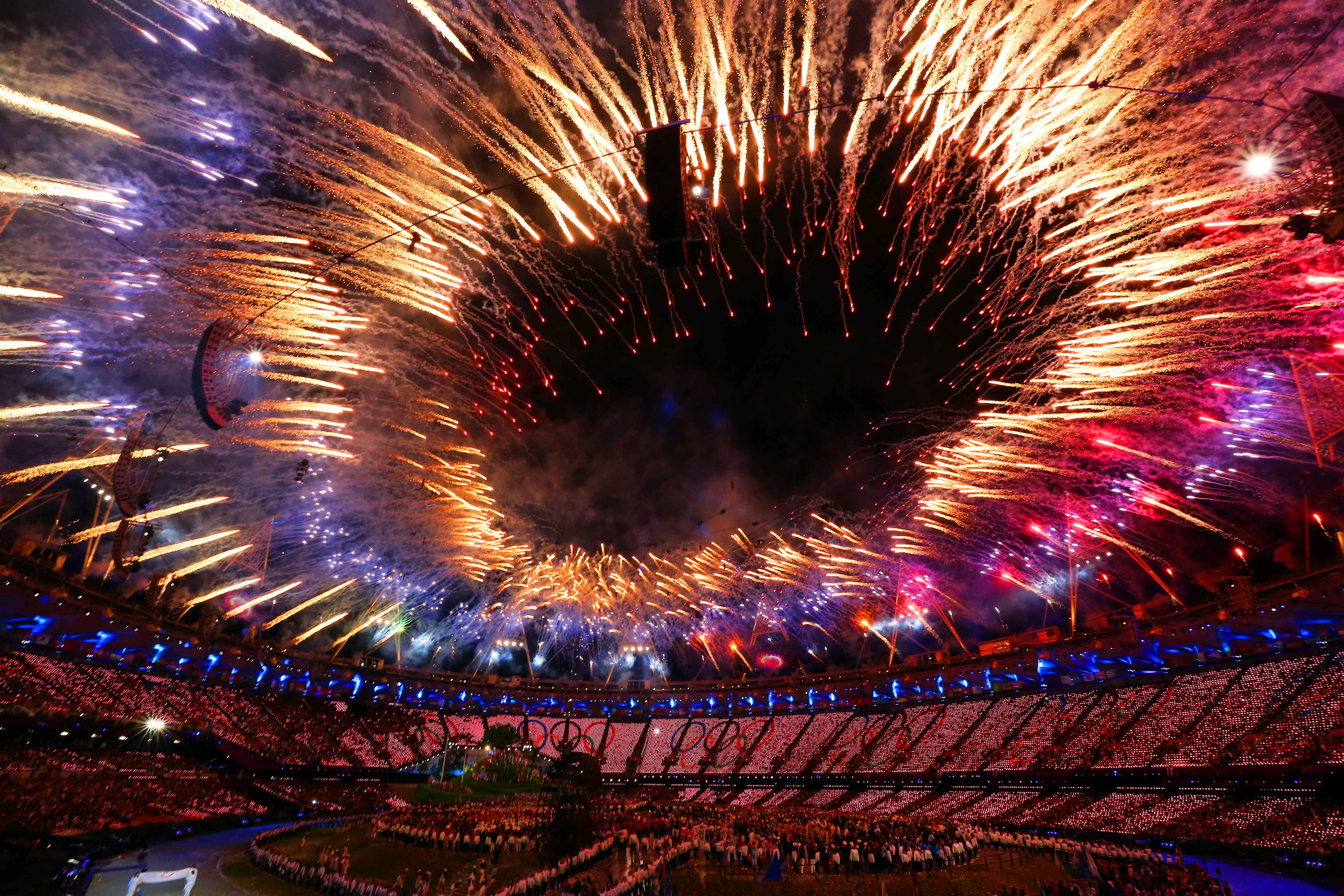
Фейерверки над Олимпийским стадионом во время церемонии

Среди приглашённых на церемонию иностранных гостей присутствовали королева Дании Маргрете II, председатель правительства РФ Дмитрий Медведев, кронпринц Норвегии Хокон, принц Виллем-Александр Оранский, генеральный секретарь ООН Пан Ги Мун, герцог Эдинбургский Филипп, Мохаммед Али. Официально Игры открыла королева Великобритании Елизавета II. Телевизионной трансляции открытия летних Олимпийских игр предшествовал ролик с участием Джеймса Бонда, чью роль исполнил актёр Дэниел Крейг, и Королевы. В конце ролика изображающие их каскадёры прыгают с парашютами из вертолёта над ареной Олимпийского стадиона. Также участвовал Роуэн Аткинсон в роли мистера Бина.
Церемония велась на английском и французском языках.
Официальная песня — «Survival» группы Muse, она исполнялась во время Игр при выходе спортсменов при вручении медалей.
На сцене Олимпийского стадиона выступил знаменитый британский мультиинструменталист Майк Олдфилд, сыгравший отрывки из своих известных произведений Tubular Bells, Far Above The Clouds, In Dulci Jubilo. Под эту музыку на стадионе развернулось представление посвящённое Национальной службе здравоохранения Великобритании, а также британской литературе.
По традиции, парад наций команд открыла Греция, а завершили хозяева. Сразу после парада участников олимпиады выступила группа Arctic Monkeys, исполнившая свой главный хит 2005 года «I Bet You Look Good on the Dancefloor» с их первого альбома Whatever People Say I Am, That’s What I’m Not и кавер-версию песни The Beatles «Come Together».
Закрывал церемонию открытия музыкант сэр Пол Маккартни песнями «The End» и «Hey Jude».

## Трансляция в России
На Первом канале церемонию комментировали Кирилл Набутов и Владимир Гомельский. Для телеканалов ВГТРК «Спорт 1» (в прямом эфире) и «Россия-2» (в записи) церемонию комментировал Дмитрий Губерниев. На НТВ-Плюс работал дуэт комментаторов Анна Дмитриева — Игорь Швецов.